# Alexandru Averescu
Alexandru Averescu (* 9. März 1859 in Babele bei Ismajil, Südbessarabien, heute Ukraine; † 3. Oktober 1938, Bukarest) war ein rumänischer General und mehrmaliger Ministerpräsident.

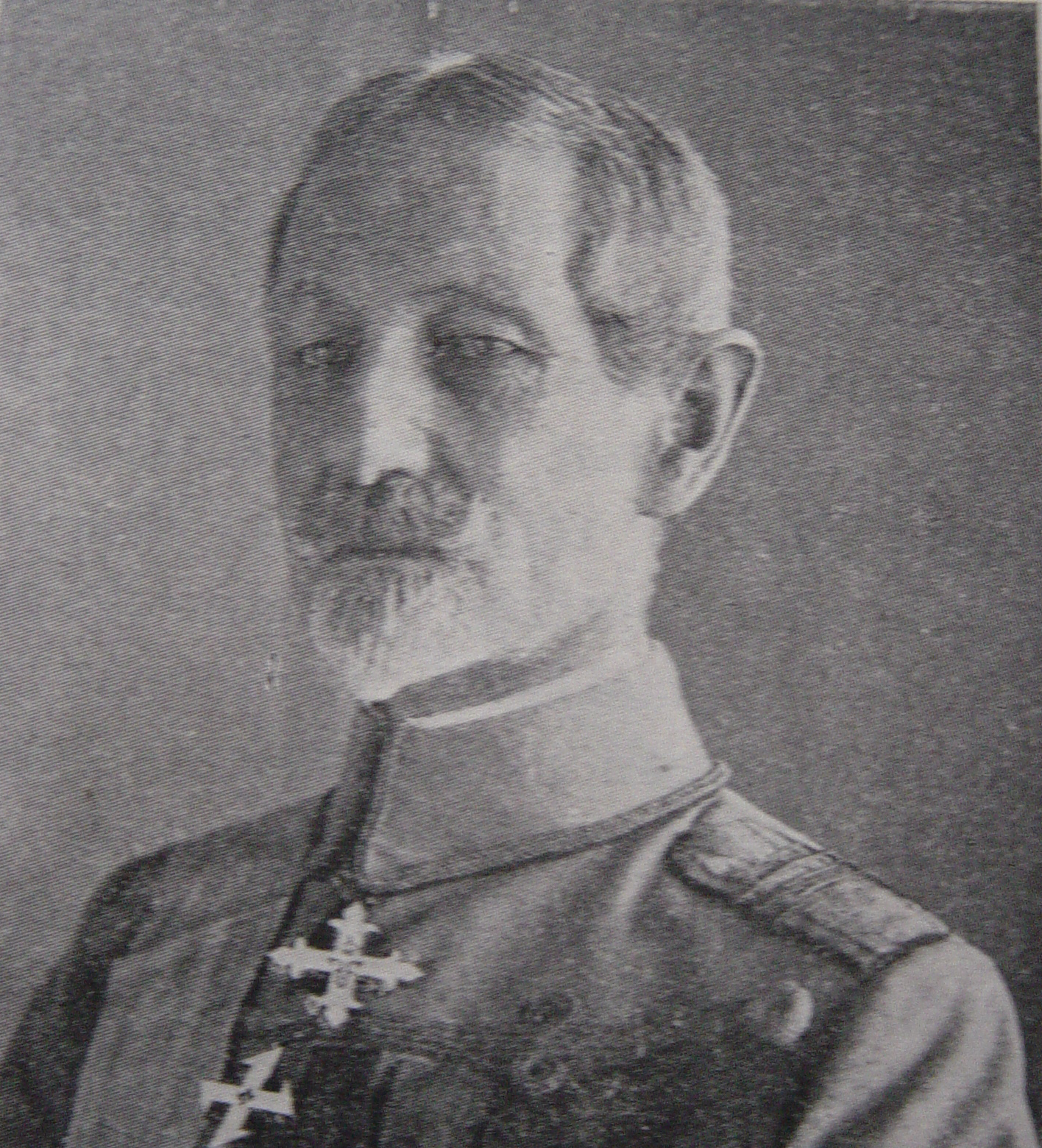
Alexandru Averescu um 1918

## Leben

### Militär
Alexandru wurde als Sohn von Constantin Averescu im Süden Bessarabiens, das damals zum Fürstentum Moldau gehörte, geboren.
Averescu trat 1876 in die rumänische Armee ein und diente im Russisch-Osmanischen Krieg (1877–1878), in dessen Anschluss Rumänien seine volle Unabhängigkeit vom Osmanischen Reich erlangte. Er studierte an der Militärakademie in Turin, wo er die italienische Opernsängerin Clotilda Caligaris heiratete. In den Jahren 1895 bis 1898 war er Militärattaché in Berlin.
Am 25. März 1907 übernahm er als General das Amt des Kriegsministers. Dabei veranlasste Averescu durch massiven Militäreinsatz die blutige Unterdrückung eines Bauernaufstandes.
Von 1911 bis 1913 war er Chef des Generalstabs und organisierte den erfolgreichen Feldzug gegen Bulgarien im Zweiten Balkankrieg.
Nach dem Kriegseintritt Rumäniens in den Ersten Weltkrieg, den er stark befürwortet hatte, leitete er zunächst die 2. Armee in Siebenbürgen, dann die 3. Armee an der bulgarischen Front in der Dobrudscha. Nach der schweren Niederlage gegen bulgarische und deutsche Truppen führte er abermalig die 2. Armee an der Karpatenfront. Beim Gegenangriff der Mittelmächte konnte er als einziger Heerführer seine Armee Richtung Sereth-Fluss zurückziehen. Der anhaltende Widerstand des restlichen rumänischen Heeres innerhalb der russischen Front, mit vereinzelten Erfolgen in den Schlachten von Mărăști  und Mărășești im August 1917, wurde in der rumänischen Öffentlichkeit als Verdienst Averescus wahrgenommen.

### Politik
Wegen dieser Popularität wurde er von König Ferdinand I. am 29. Januar 1918 zum Außenminister ernannt und am 9. Februar 1918 als Nachfolger von Ion I. C. Brătianu auch mit dem Amt des Ministerpräsidenten betraut. Durch die Folgen der russischen Oktoberrevolution war Averescu gezwungen, mit den Mittelmächten einen Waffenstillstand und am 5. März 1918 einen in Buftea unterzeichneten vorläufigen Friedensvertrag zu vereinbaren.
Anfang März verlangten die Mittelmächte von der rumänischen Regierung als Bedingungen für eine Verlängerung des Waffenstillstandes unter anderem die Abtretung der Dobrudscha, die Annahme der von Ungarn geforderten Grenzveränderungen im Karpatengebiet und das Einverständnis zu entsprechenden ökonomischen Maßnahmen.
Averescu trat ungeachtet der harten Bedingungen auf dem Kronrat vom 4. März 1918 für die Annahme dieser Bedingungen ein, um den Frieden zu erhalten, den man für die Rettung der Dynastie und die Sicherung Bessarabiens benötige. Vor allem wegen der ständig steigenden deutschen Forderungen auf wirtschaftlichem und verwaltungstechnischem Gebiet trat die Regierung Averescu aber am 19. März zurück.
Averescu überließ es seinem Nachfolger Alexandru Marghiloman den Friedensvertrag von Bukarest am 7. Mai 1918 zu unterzeichnen.
Nach der Niederlage der Mittelmächte wurden die Vereinbarungen alle hinfällig und Rumänien konnte die angestrebten Gebietserweiterungen nahezu vollständig durchsetzen. Averescu wurde als erfolgreichster Feldherr des Landes ein Volksheld mit großer Popularität.
Er gründete 1918 die Partidul Poporului (Volkspartei) und gewann in der Folge durch populistische Politik viele Anhänger unter der unterdrückten Landbevölkerung. Von 19. März 1919 bis 18. Dezember 1921 wurde er wieder Ministerpräsident. Er hatte im Wahlkampf jedem Bauern mindestens fünf Hektar Land durch eine Bodenreform versprochen und sicherte sich bei Neuwahlen 1920 dadurch eine Mehrheit. König und Koalitionspartner verhinderten aber eine vollständige Umsetzung. Er sah sich auch Kritik von rechts ausgesetzt, da er infolge der Unterzeichnung des Vertrages von Trianon kleinere Gebiete hatte räumen müssen. Im September erließ er Maßnahmen gegen die von Sozialdemokraten initiierte Streikbewegung. Nach Verhaftung von 1000 Streikenden brach der Generalstreik zusammen.
Am 23. April 1921 schloss Averescu ein Bündnis Rumäniens mit der Tschechoslowakei, am 7. Juni 1921 mit dem SHS-Staat. Zusammen bildeten die drei Staaten mit der Unterstützung Frankreichs und Polens die Kleine Entente, als Teil des Cordon sanitaire gegen den Bolschewismus und die Revisionswünsche Ungarns und Bulgariens.
Vom 30. März 1926 bis 4. Juni 1927 war er ein drittes und letztes Mal rumänischer Ministerpräsident. Dabei näherte sich Rumänien an das faschistische Italien von Benito Mussolini an. Ein Freundschaftsvertrag wurde geschlossen und die Frage der rumänischen Staatsschulden in Rom geregelt.
1930 wurde Averescu zum Feldmarschall ernannt.
Im Frühjahr 1934 war Averescu wegen der innenpolitischen Spannungen und der Unzufriedenheit der Armee nochmals als Regierungschef im Gespräch. Parlament und Presse beschuldigten den Marschall wiederholt diktatorische Pläne zu hegen, sogar ein möglicher Bürgerkrieg stand im Raum. Er plante auch tatsächlich einen Staatsstreich und stellte sich gegen den autoritär agierenden König Carol II. Dabei erhielt er Unterstützung Mussolinis gegen die von Hitler geförderte faschistische Eiserne Garde.
Trotz dieser Differenzen mit König Carol und seinen Beratern wurde er 1937, zur Unterstützung gegen die Eiserne Garde, noch Mitglied des Kronrates.

## Schriften
- Notițe zilnice din război. Verlag Militară, București 1992, ISBN 973-32-0216-9:
  - Band 1: 1914–1916 (neutralitatea).
  - Band 2: 1916–1918 (războiul nostru).